# Криво срастање
Криво срастање је пети студијски албум рок групе Азра, снимљен током октобра и новембра 1983. године у студијима Cream у Франкфурту и Ante Sonic у Арнхему, а објављен почетком 1984. године за Југотон.

## Пре снимања
По повратку Бориса Лајнера из војске 1983. године, одсвирана је промотивна турнеја албума Кад фазани лете. Наредни албум су спремали
само Бранимир Штулић и Борис Лајнер будући да нису имали сталног басисту. Претходни басиста Мишо Хрњак је по повратку из војске одустао од активног бављена музиком. 

## Снимање
Због техничких лимита Ante Sonic студија неке од песама немају живи бубањ, већ ритам машину коју је програмирао Борис Лајнер. Бас деонице су одсвирали Бранимир Штулић и Анте Цетинић.

## Звук
Звук албума је модернији, разноврснији и слојевитији него на претходном Кад фазани лете. Такође је и ритмички богатији  и додати су и елементи фанка, соула, више су коришћене клавијатуре.
По први пут су снимљене и две обраде народних песама и то Клинчек стоји под облаком, која ће постати највећи хит са албума и кратка инструментална тема Нешто између. Аутор свих осталих песама био је Штулић.
Песма 3Н  ритмички асоцира на песму Know Your Rights' групе The Clash.

## Теме
Мрачна атмосфера са албума Кад фазани лете се прелила и на албум Криво срастање. Текстови су још затворенији и херметичнији.
Део текстова се може окарактерисати и као дирекно политички, али има и ауторових личних преиспитивања и љубавних мотива. Штулић је касније одбијао оптужбе да су му текстови све мање разумљиви.

## Омот
Омот је дело дизајнерског дуа Greiner & Kropilak, временом је прихваћен као врло успео. Супротно општем мишљењу у доњем левом углу се не налази фотографија Бранимира Штулића, обавијена именом албума и групе. У питању је фотографија једног од аутора омота.

## Пријем и промоција
Албум је дочекан релативно хладно од стране критике, уз изузетке као што је била врло похвална рецензија Ивана Ивачковића. Постигао је солидан комерцијални успех. Данас се сматра класичним албумом Азре, са којим је окончана креативно најуспешнија фаза групе. Није било промотивних видео спотова, а скинута су два сингла "Флеш / Клинчек стоји под облаком" и "Моn Ami / Дубоко у теби". За потребе промотивне турнеје Штулићу и Лајнеру су се придружили гитариста Јурица Пађен и басиста Ремо Картагине из групе Аеродром.
Одмах по завршетку турнеје у пролеће 1984. Лејнер и Штулић су отишли за Холандију са идејом међународног пробоја и снимања албума на енглеском језику.

## Попис песама
1. 3Н
2. Mon ami
3. Пуковник и покојник
4. No comment
5. Криво срастање
6. Jane
7. Клинчек стоји под облoком
8. МСП
9. Дубоко у теби
10. Нешто између
11. Флеш